# Gremlins 2: The New Batch (datorspel)
Gremlins 2: The New Batch – även känt som Gremlins 2: Shinshu Tanjou (グレムリン2 新種誕生 lit. "Gremlins 2: Birth of a New Species"?) i Japan, är ett spel från Sunsoft, baserat på filmen Gremlins 2.
Sunsoft utgav versioner till NES och en sidscrollande variant till Game Boy 1990.

## Bakgrund
Det har gått nu 6 år sedan Gremlins härjade i Kingston Falls(i filmen Gremlins). Gizmo har bott hos Mr Wing i CHinatown i NewYork. Men när Mr Wing dör river en mäktig byggherre stora delar av Chinatown samt Mr Wings affär. Gizmo klara sig nätt och jämnt undan de stora grävskoporna men blir tillfångatagen av en gentekniker och låses in i en bur i just det genlabb som byggs där Mr Wings affär tididigare låg. På samma labb, Clamp Center, jobbar även Gizmos gamle vän Billy Pelzer och hans flickvän Kate sedan de flyttat till New York. Billy får reda på att Gizmo finns på labbet och släpper ut honom. men percis när Billy öppnat buren kommer någon och Billy måste försvinna lika snabbt som han kom. Nu är tar spelaren  över ensam Gizmo, och en Gizmo är väldigt nyfiken...

## Nivåer
Spelet går genom 5 olika nivåer och banor. 

### Nivå 1: Flykten
Gizmo har rymt från genlaboratoriet och försöker nu nå Billys kontor. 

### Nivå 2: Ventilationsystemet
Nu är Gizmo fångad inuti ventilationsystemet av Mohawk och andra gremliner. 
Boss: En hel massa Mohawks som förvandlas till Gremlins innan de ger sig på Gizmo 

### Nivå 3: Clamp Center
Gizmo är nu inne i Clamp Center. Han försöker hitta sin väg genom korridorer i Clamp Center och så småningom hittar CATV-stationen. 
Boss: Elektrisk Gremlin. Han lär ska ha druckit el-jos i genlabbet.

### Nivå 4: Genetiska labbet
Gizmo är nu inne i det genetiska labbet och fortsätter sin kamp med den hemska gremlins.

### Nivå 5: Kontrollcentret
Gizmo är inne i kontrollcentret nu! Detta är den sista striden mot alla onda varelser som försöker ta över centrumets kontrollsystem.

## Mr Wings affär
Då och då kommer spelaren till Mr Wings affär under spelets gång. 

## Vapen
På sin väg genom genlabbet hittar Gizmo olika vapen som han kan använda . Den genetiskförändrade tomater har han dock med sig från början.

### Tändstickor
Tändstickor kan skjutarakt fram Med power Up skjuter den i tre riktiningar.

### Gem
Gizmo kan kasta gem på sina fineder. Med power Up fungerar det i tre riktningar.

### Pil och båge
En pilbåge som Gizmo tillverkar av ett gem en gummisnodd och en penna. Med Power Up skjuter bågen 5 pilar i den riktningen som Gizmo siktar.

### Eldpil och båge
Effektivt på långa avstånd och det bästa vapen Gizmo får. Men det Power Up exploderar pilarna när de når sitt mål-

### Fotnoter
1. 1 2 3  ”Gremlins 2: the New Batch”. NES DB. 10 mars 1990. Arkiverad från originalet den 11 mars 2015. https://web.archive.org/web/20150311182651/http://www.nesdb.se/game_more.php?id=626&rid=1. Läst 20 april 2014.
2. ↑  ”Gremlins 2: The New Batch” (på svenska). Nintendomagasinet (Kungsbacka: Atlantic) (5 1992):  sid. 7 (Power Player). maj 1992. Läst 20 april 2014.
3. 1 2 3  ”Gremlins 2: The New Batch for NES - GameFAQs” (på engelska). gamefaqs.gamespot.com. https://gamefaqs.gamespot.com/nes/587319-gremlins-2-the-new-batch. Läst 27 oktober 2018.
4. ↑  ”Gremlins 2 - The New Batch (1990)” (på engelska). ClassicReload.com. 23 mars 2015. https://classicreload.com/gremlins-2-the-new-batch-1990.html. Läst 27 oktober 2018.